# Pärnu JK
Pärnu Jalgpalliklubi (PJK) is een Estische voetbalclub uit Pärnu.

## Geschiedenis
De naam verwijst naar de gelijknamige club uit het onafhankelijke Estland in de jaren 30, maar is daar geen directe afstamming van. In 1977 werd vanuit de visafslag in Pärnu de club Kalakombinaat opgericht die in 1985 samen ging met MEK tot Kalakombinaat-MEK. De huidige club werd in 1989 opgericht en werd na de Estische onafhankelijkheid JK Pärnu dat een jaar later samen ging met Pärnu Kalev als JK/Kalev. In 1994 werd de naam PJK Pärnu en in 1995 werd de huidige naam aangenomen.
De mannenafdeling won ten tijde van de Sovjet-Unie in 1985 het kampioenschap van de SSR Estland en in 1981, 1982, 1988 en 1990 de nationale beker. Na de Estische onafhankelijkheid degradeerde de club in 1992 direct uit de Meistriliiga. Tussen 1994 en 1996 keerde Pärnu JK terug op het hoogste niveau maar zakte vervolgens weg. In 2011 ging de club samenwerken met het eerste team van Pärnu JK Vaprus en FA Tartu Kalev, zelf bleef de club op laag niveau spelen. Het samenwerkingsverband strandde na het seizoen 2016 en in 2017 speelde Pärnu JK op het vierde niveau. In 2018 speelde de club op het derde niveau. In 2019 promoveerde de club naar de Esiliiga waaruit de club in 2022 degradeerde naar de Esiliiga B. Na twee seizoenen werd de club ook op het derde niveau tiende en degradeerde wederom.

### Vrouwen
De club is vooral bekend vanwege de succesvolle vrouwenafdeling. De vrouwen werden landskampioen in 1994–95, 2003, 2004, 2005, 2006, 2010, 2011, 2012, 2013, 2014, 2015 en 2016. Ook wonnen ze de beker in 2010, 2011, 2012, 2014 en 2015 en de supercup in 2011, 2012, 2013, 2014, 2015, 2016 en 2017.